# Duitse militaire begraafplaats Champigny-Saint-André
De Duitse militaire begraafplaats Champigny Saint-André ligt bij het dorp Champigny-la-Futelaye, ongeveer 20 km ten zuiden van Saint-André-de-l'Eure (Frankrijk). Op deze militaire begraafplaats liggen Duitse soldaten die sneuvelden bij de terugtocht door Frankrijk.
De begraafplaats werd in augustus 1944 gebouwd. Er werd toen door de Amerikanen zowel Duitse, als Amerikaanse soldaten begraven. Na de oorlog werden de Amerikaanse soldaten overgeplaatst naar het Normandy American Cemetery and Memorial. Vanaf 1959 werden er Duitse soldaten die sneuvelden in de departementen Eure, Orne, Seine-Maritime, Eure-et-Loire en Seine-et-Oisne begraven. In totaal zijn er 19.809 Duitse soldaten begraven, waarvan er 207 een onbekende identiteit hebben. De begraafplaats is geregistreerd bij de Volksbund Deutsche Kriegsgräberfürsorge. Op de begraafplaats bevindt zich een massagraf met 816 slachtoffers, waarvan er 303 geïdentificeerd zijn.